# آقا باقر (شرقي أردبيل)
آقا باقر (بالفارسية: آقاباقر) هي قرية تقع في إيران في أردبيل. يقدر عدد سكانها بـ 1,266 نسمة.